# Альбрехт II (герцог Брауншвейг-Грубенхагена)
Альбрехт II Брауншвейг-Грубенхагенский (нем. Albrecht II. von Braunschweig-Grubenhagen; 1 ноября 1419 — 15 августа 1485) — князь Грубенхагена с 1440 года до своей смерти.

## Биография
Генрих был третьим сыном Эриха I, герцога Брауншвейг-Грубенхагена, и Елизаветы Брауншвейг-Гёттингенской, дочери Отто Злого, герцога Брауншвейг-Гёттингена. На момент смерти отца в 1427 году он был ещё ребёнком. Регентом Альбрехта II и его старших братьев Эрнста II и Генриха III был их родственник Отто II, герцога Брауншвейг-Грубенхагена-Остероде. Достигнув совершеннолетия в 1140 году братья стали править самостоятельно. Генрих умер в 1464 году, а Эрнст после смерти брата присоединился к духовенству; Альбрехт стал единоличным правителем и регентом своего племянника, Генриха IV.
Альбрехт II неоднократно участвовал в междоусобицах. Например, в 1477 году герцог Вильгельм IV Младший поспорил с городом Айнбек (в герцогстве Грубенхаген), а в 1479 году он разбил лагерь перед городом. Граждане Айнбека вышли сражаться с ним на открытом поле. Герцог Вильгельм заманил их в засаду и разбил наголову. Согласно летописцам, более 300 граждан были убиты, а более 800 были взяты в плен и доставлены в замок Вильгельма Хардегсен. Альбрехт и Вильгельм разрешили свой спор 5 декабря 1479 года в Гёттингене без боя. Город Айнбек, однако, должен был заплатить выкуп в 30 тысяч гульденов, чтобы освободить пленных граждан, и должен был принять протекция Вильгельма.
Генрих IV достиг совершеннолетия в 1479 году и договорился со своим дядей о разделе их территории. Альбрехт сохранил замок Герцберг и замок Остероде, а Генрих получил замок Гельденбург. Города Айнбек и Остероде управлялись совместно.
Альбрехт был женат на Елизавете, дочери Волрада I, графа Вальдека. Она родила ему трёх сыновей и дочь Софию, которая умерла в 6 лет. Его сын Эрнст умер вскоре после того, как умер сам Альбрехт. Альбрехту наследовал сын Филипп I, а его сын Эрих стал епископом Оснабрюка и Падерборна. В 1532 году Эрих был избран епископом Мюнстера, но он умер 14 мая того же года, прежде чем он был рукоположен.
Альбрехт умер в 1485 году и был похоронен в Остероде-ам-Харце.